# Banque de conférenciers
Une banque de conférenciers ou un bureau de conférenciers (en anglais, speakers bureau) est un ensemble d'intervenants qui font des présentations sur un sujet particulier, ou une entreprise qui fournit des conférenciers à des clients qui ont besoin de conférenciers motivateurs, de célébrités, d'animateurs de conférence ou d'orateurs principaux.
Un bureau des conférenciers maintient une base de données de personnalités de divers domaines tels que la politique, le sport, les affaires, la télévision et l'humour. L'équipe du bureau met en contact un conférencier et un client potentiel et soutient les deux parties dès les premières étapes de la prise de contact, puis tout au long du processus de réservation et de livraison de la prestation. Le bureau de conférenciers aide le client et le conférencier à négocier un honoraire de conférencier, un paiement accordé à un individu pour prendre la parole lors d'un événement public. Ces honoraires sont généralement fixés par le conférencier ou son agent. La logistique peut être prise en charge par le bureau des conférenciers, comme les honoraires, le transport, l'hébergement et le calendrier, ou la communication entre le conférencier et le client.
Les bureaux de conférenciers se présentent sous diverses formes et perçoivent traditionnellement une commission sur les honoraires des conférenciers. Toutefois, avec l'essor d'Internet, d'autres modèles commerciaux sont apparus. Toutefois, peu de plateformes en ligne permettent à une organisation et à un conférencier de se connecter directement, sans avoir besoin d'une agence. Les bureaux traditionnels sont en mesure de fournir une expérience plus complète au client et de s'occuper des contrats, des négociations et d'autres questions qui peuvent se poser lors du processus de réservation.

## Types de conférenciers
Un conférencier motivateur ou un orateur principal est un orateur professionnel qui s'exprime publiquement dans le but d'inspirer et de motiver un public spécifique. Dans un contexte commercial, ils sont employés pour communiquer clairement la stratégie de l'entreprise, aider les employés à voir l'avenir sous un angle positif et inspirer des employés à travailler en équipe.